# Thygater cockerelli
Thygater cockerelli är en biart som först beskrevs av Crawford 1906.  Thygater cockerelli ingår i släktet Thygater och familjen långtungebin. Inga underarter finns listade i Catalogue of Life.